# پروپاگاندای بریتانیا در جنگ جهانی دوم

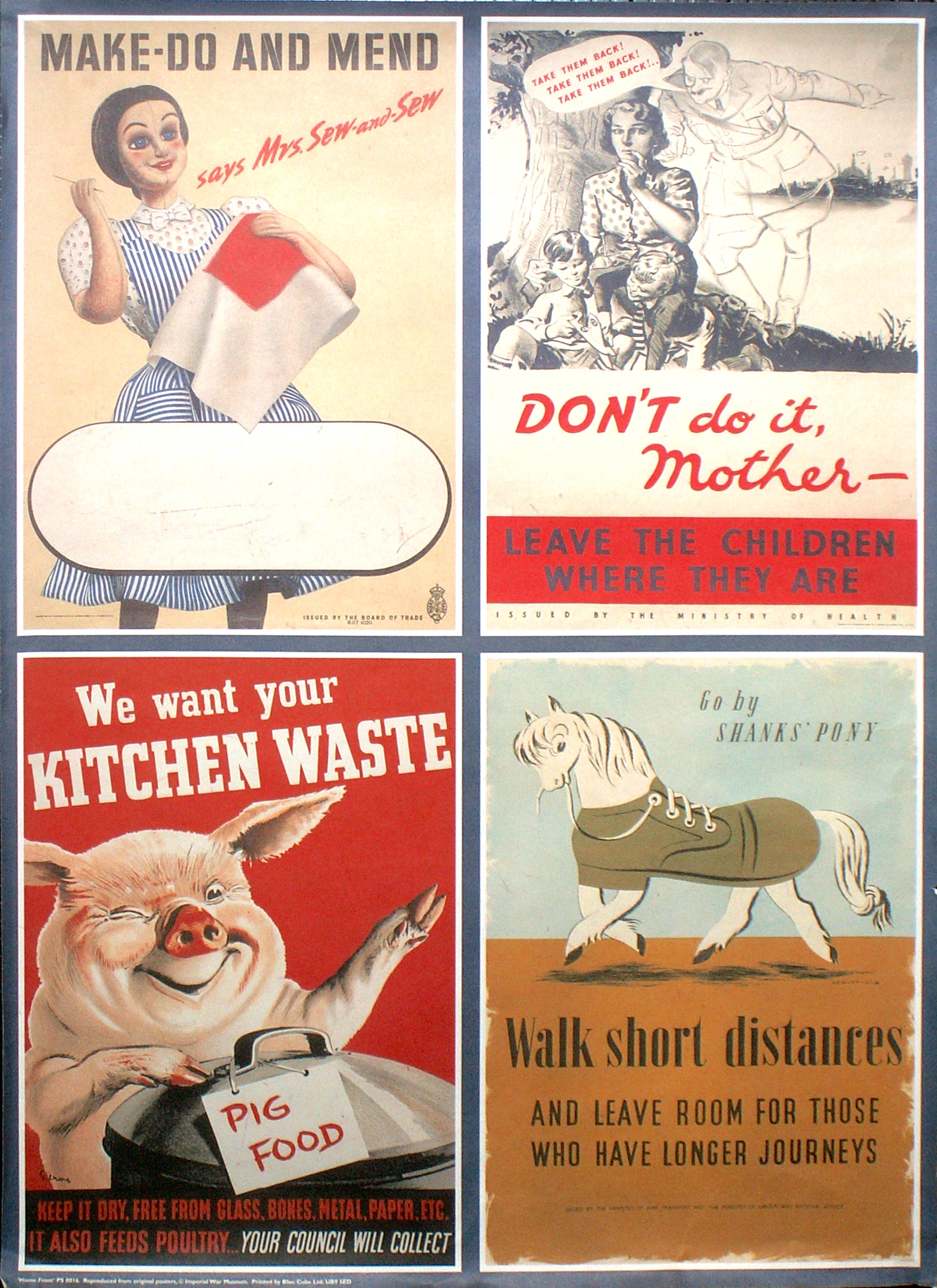
مجموعه‌ای از پوسترهای ایجاد شده با هدف پروپاگاندا در سوژه‌ها و موضوعات مختلف

پروپاگاندای بریتانیا در جنگ جهانی دوم (انگلیسی: British propaganda during World War II) وزارت اطلاع‌رسانی انگلستان که در طول جنگ جهانی اول برای کسب اخبار تشکیل شده بود، با شروع جنگ جهانی دوم مجدداً به فعالیت پرداخت. تفاوت این دوره در آن بود که این وزارتخانه، پروپاگاندای وسیعی را با هدف تأثیرگذاری بر عامه مردم به منظور پشتیبانی جنگی به کار گرفت. طیف گسترده‌ای از رسانه‌ها با هدف جلب افکار مخاطب داخلی و خارجی به کار گرفته شدند. سینمای انگلستان در طول جنگ جهانی دوم، پیوندی ناگسستنی با وزارت اطلاعات آن کشور داشت. رادیو نیز ضمن پخش خبر به ۲۳ زبان مختلف به‌طور گسترده‌ای مورد استفاده قرار می‌گرفت که همین موضوع، اثبات نمود که انگلستان بسیار ساده‌تر از آلمان، کشورهای اشغال‌شده را مشغول و سرگرم وقایع نگاه می‌داشت.
وینستون چرچیل به ویژه در سال ۱۹۴۰، فراخوان‌های بسیاری را برای نبرد یگان‌های انگلیسی تا آخرین نفس صادر کرد. فراخوان‌های او برای مبارزه تا کسب پیروزی، باعث تهییج افکار عمومی شد. این فراخوان‌ها، به وضوح و کاملاً مشابه پروپاگاندای ژاپن با شعار مشهور «تو همیشه می‌توانی یکی را با خودت به زیر بِکِشی» در ناخوشایندترین مقاطع آن روزهای جنگ بود. تأثیر پروپاگاندا تا آنجا بود که حتی در ماجرای تخلیه دانکرک، با چرخشی خوش‌بینانه، موضوع را در قالب اشتیاق سربازان برای بازگشتی ظفرگونه القا نمود. هنگامی که پروپاگاندای وزارت اطلاعات بریتانیا، وحشت سرخ را زاییدهٔ تخیل نازی‌ها برشمرد، جرج اورول ضمن ترک بی‌بی‌سی، اقدام به نگارش کتاب قلعه حیوانات نمود که این کتاب تا پایان جنگ توسط ادارهٔ موصوف، توقیف شد.

## نگارخانه

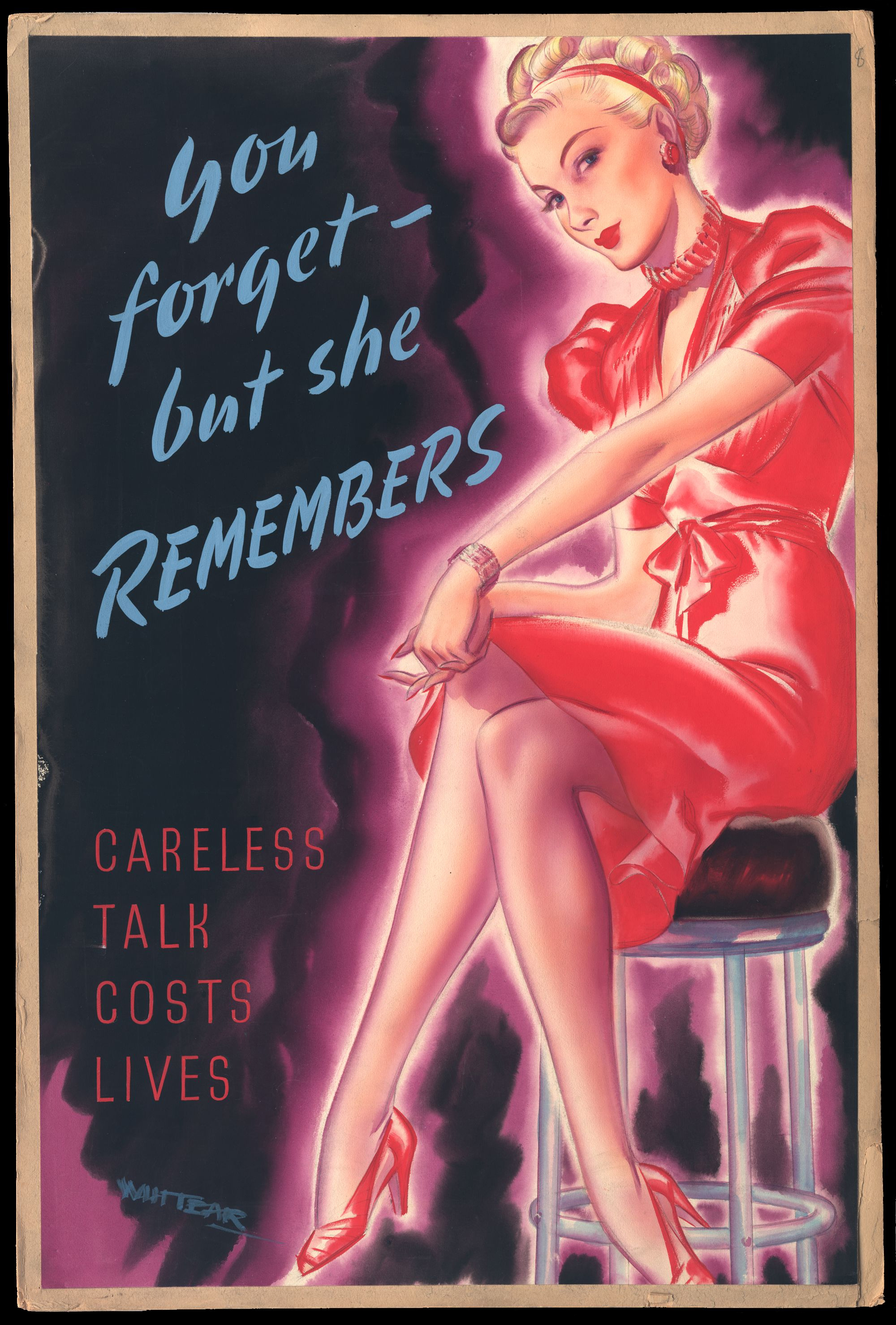
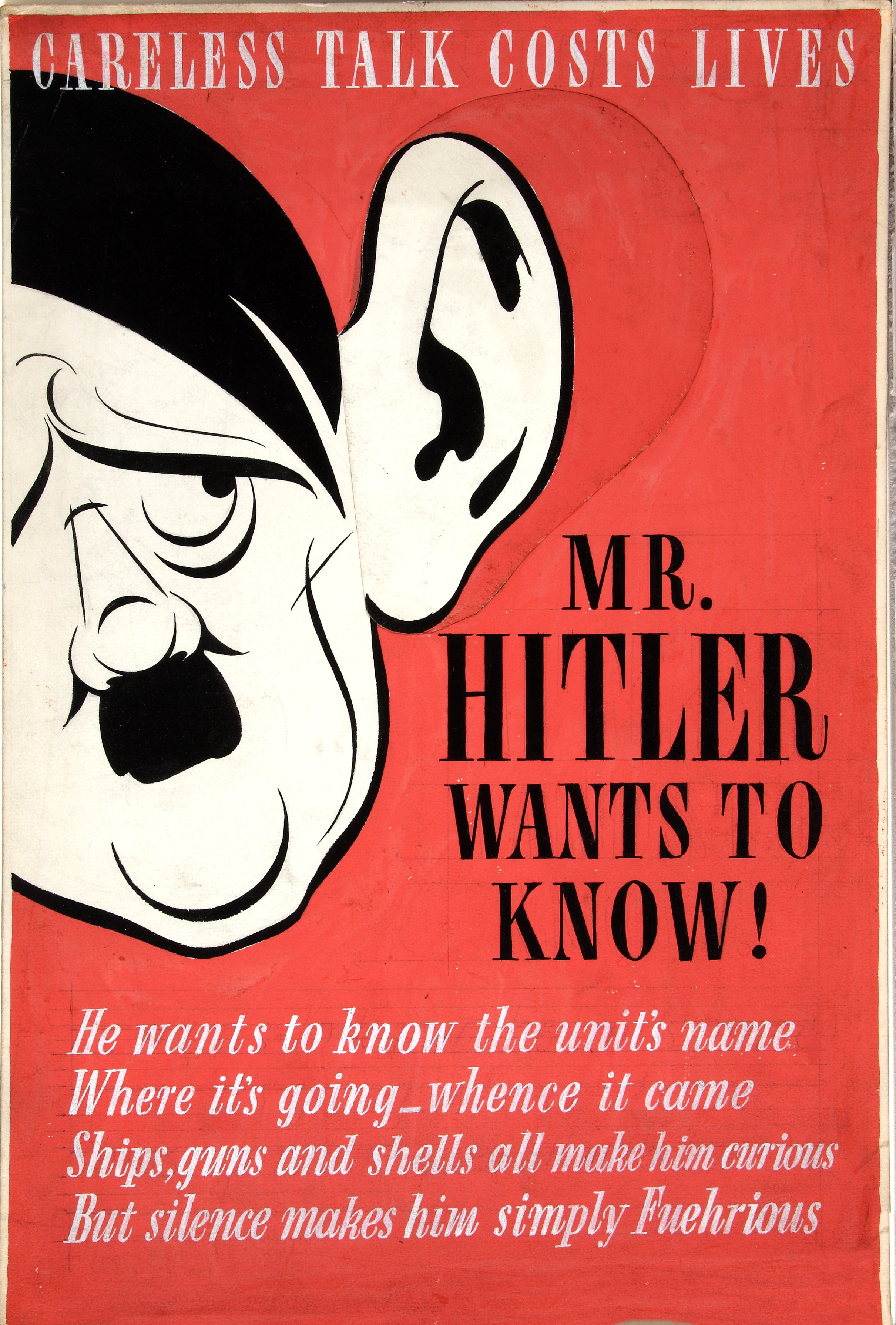
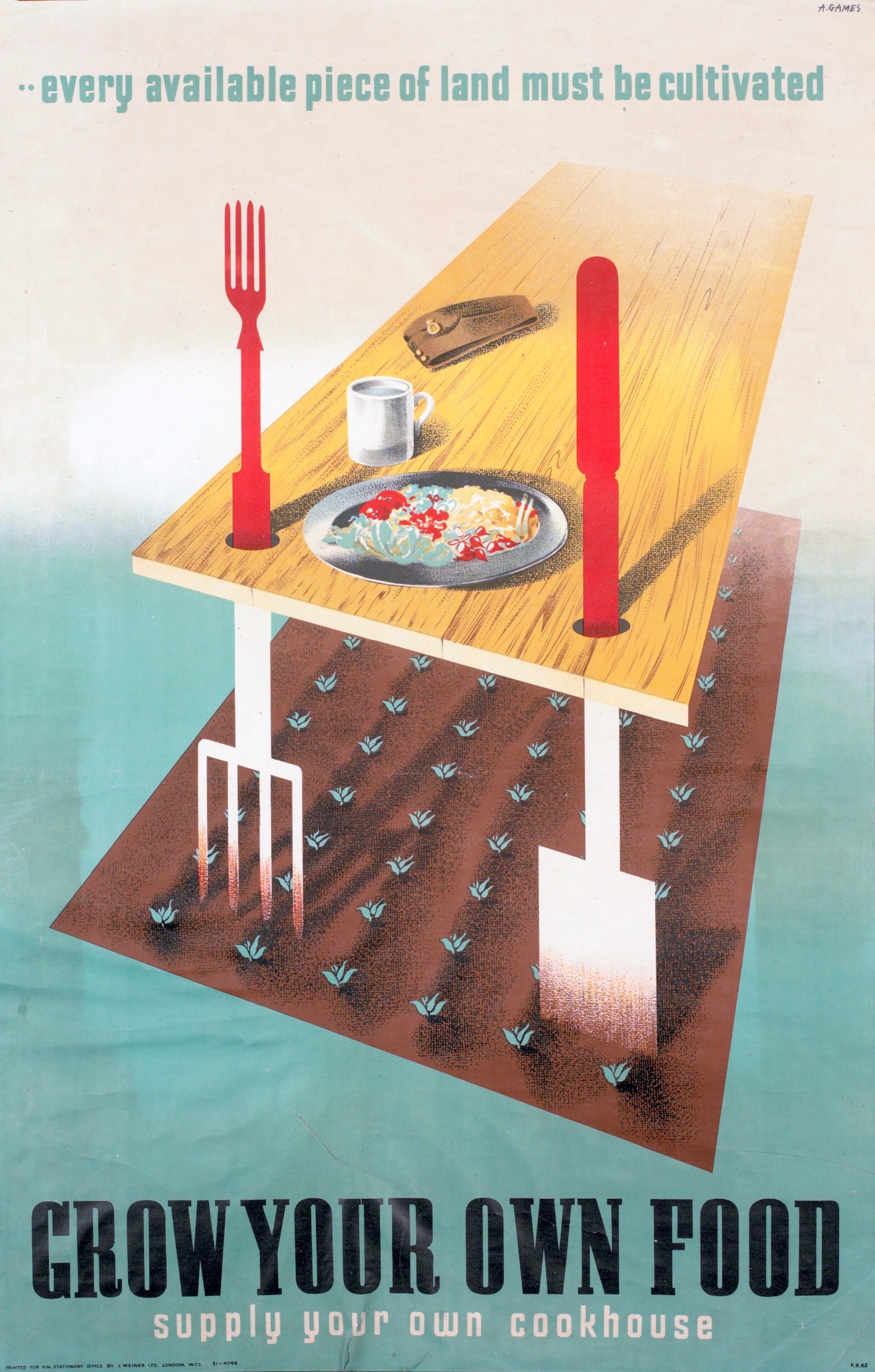
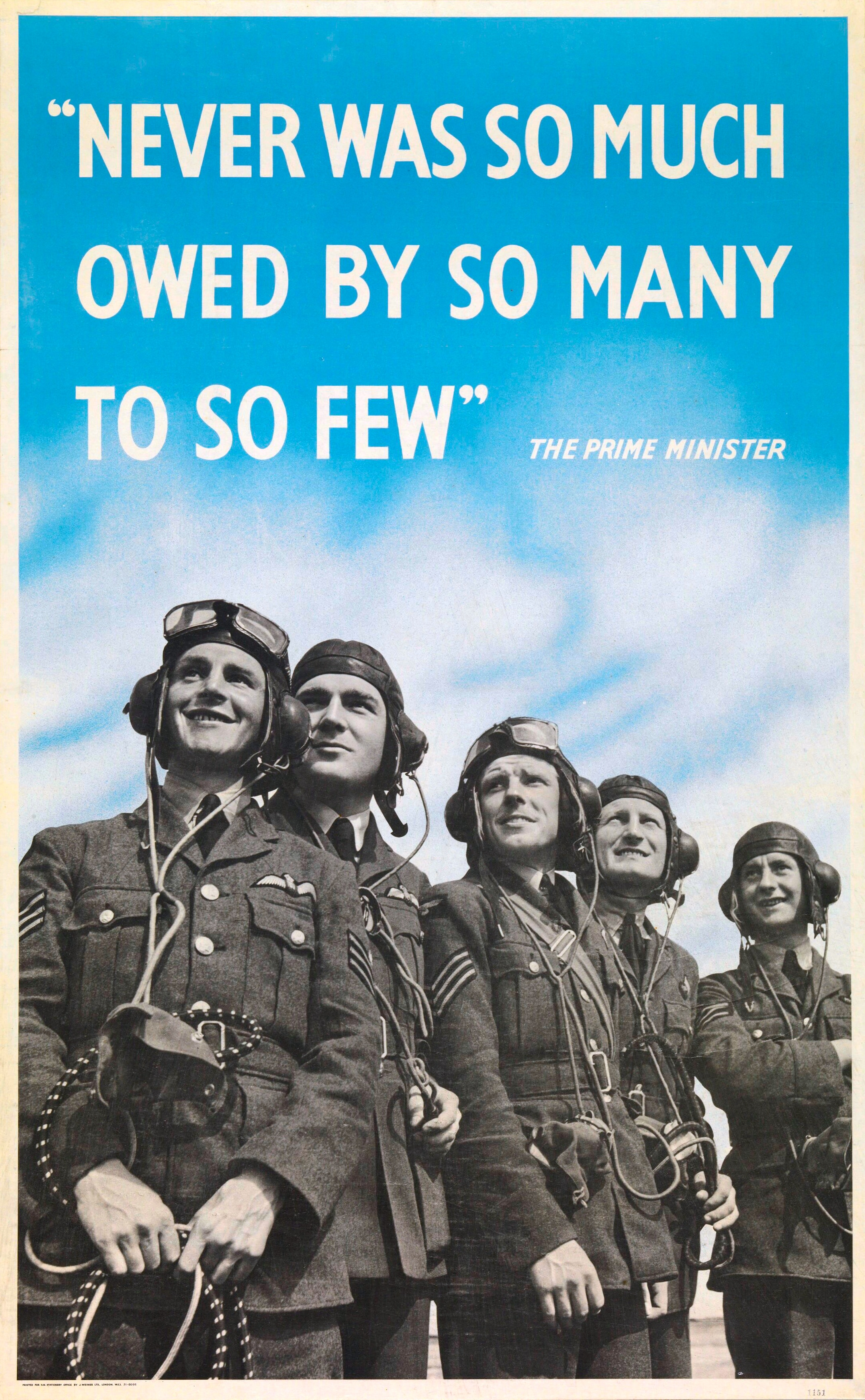
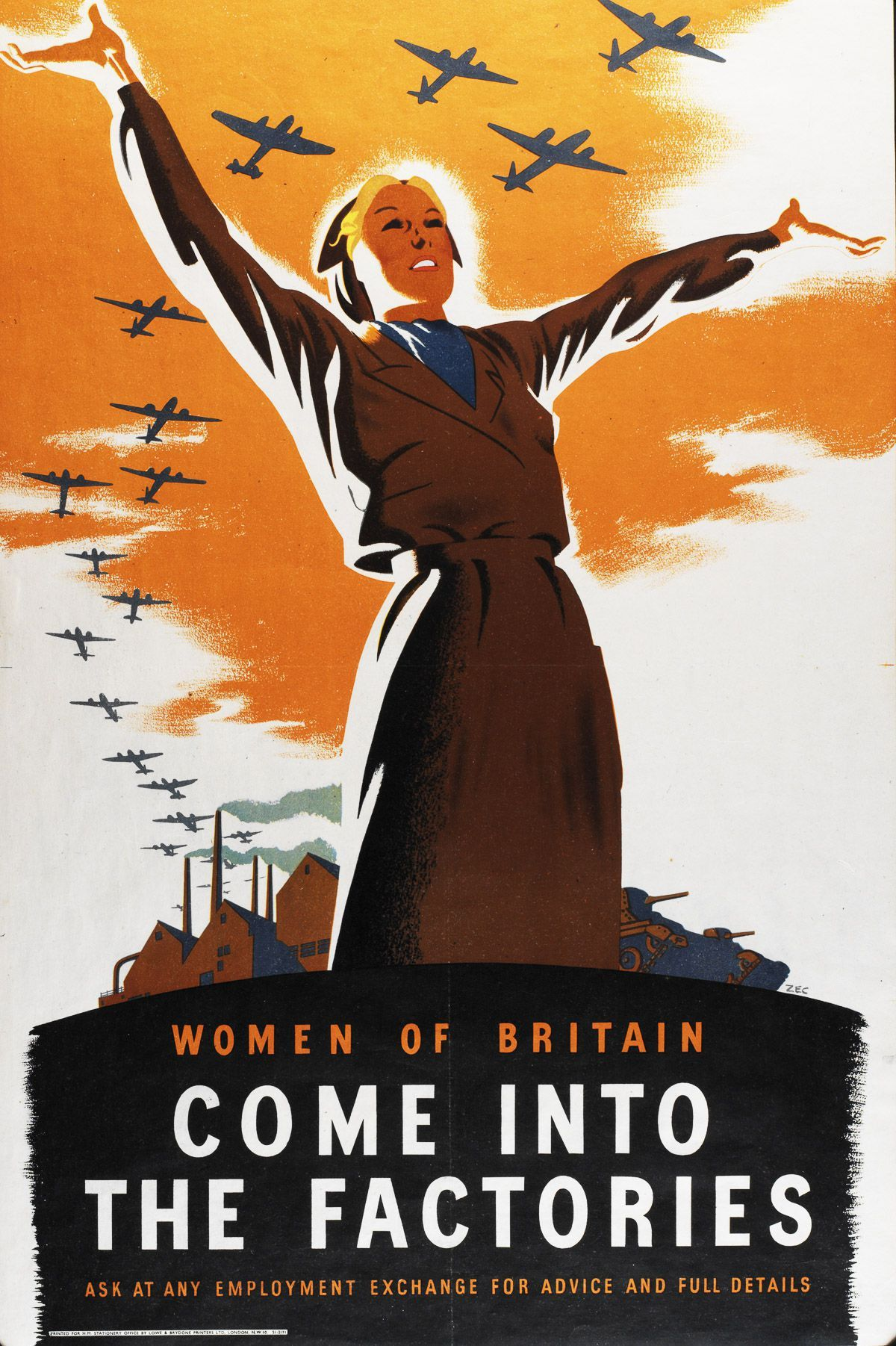
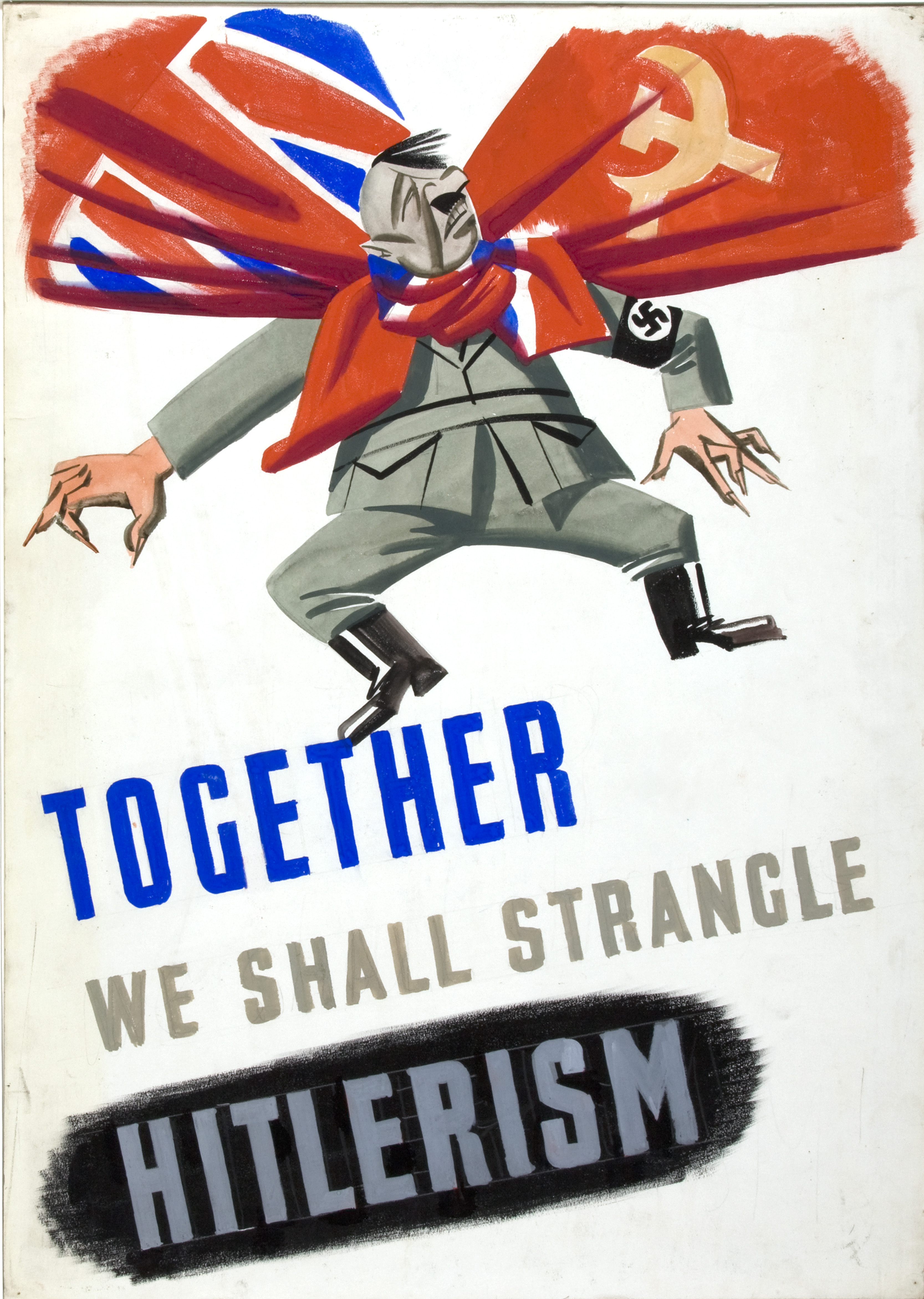